# 807 هـ
807 هـ هي سنة في التقويم الهجري امتدت مقابلةً في التقويم الميلادي بين سنتي 1404 و1405.

## مواليد
- محمد بن سليمان الجزولي

## وفيات
- إسماعيل ابن الأحمر
- نور الدين الهيثمي